# Glechoma
Glechoma là một chi thực vật có hoa trong họ Hoa môi (Lamiaceae).

## Từ nguyên
Glechoma được cho là có nguồn gốc từ tên gọi glechon trong tiếng Hy Lạp để chỉ bạc hà hăng châu Âul (Mentha pulegium).

## Phân bố
Các loài trong chi này chủ yếu phân bố tại vùng ôn đới đại lục Á-Âu, với trung tâm đa dạng tại châu Á, cụ thể là tại Trung Quốc. Một loài đã du nhập và tự nhiên hóa tại New Zealand và Bắc Mỹ.
Chủ yếu được tìm thấy trong các đồng cỏ, bìa rừng hay ven suối.

## Mô tả
Các loài này là thực vật thân thảo sống lâu năm với thân bò lan, không có hương thơm, thường đơn tính khác gốc cái nhưng cũng có loài là đơn tính cùng gốc cái. Thân mọc thẳng hay phủ phục. Lá đơn  có cuống dài, đáy hình tim. Cụm hoa gồm các xim hoa xa, ít hoa, có cuống ngắn hoặc không cuống, ở nách các lá bắc. Lá bắc giống như lá. Lá bắc con hình dùi, không rõ nét. Đài hoa hình ống hay hình chuông, hơi cong gần họng, 15 gân, 2 môi không khác biệt, 5 thùy (3/2), các thùy đều hình tam giác rộng hoặc thẳng. Tràng hoa 2 môi rõ ràng, màu lam tím, tím hoa cà hay hồng; môi sau (gần trục) thẳng, có khía hoặc 2 thùy; môi trước (xa trục) với thùy giữa phẳng hoặc lõm, hình quạt hay hình thận, mép gợn sóng hoặc nguyên, ống tràng dài hơn đài hoa, giãn rộng dần dần hoặc đột ngột về phía đỉnh. Nhị hoa 4, của các hoa lưỡng tính thò ra từ ống tràng, không thò ra dưới môi của tràng hoa, chèn gần họng, chỉ nhị nhẵn nhụi, song song, 2 túi bao phấn phân kỳ 90°. Bầu nhụy nhẵn nhụi. Vòi nhụy thanh mảnh, đỉnh 2 khe nứt không đều. Quả kiên nhỏ màu nâu sẫm, thuôn dài-hình trứng, nhẵn, quầng ở đáy, hình tròn hay elip.
Chi này có quan hệ họ hàng gần với Marmoritis, nhưng với Meehania là gần hơn. Trong quá khứ, một số loài từng được chuyển qua chuyển lại giữa Meehania và Glechoma.

## Các loài
Chi Glechoma gồm các loài:
- Glechoma biondiana (Diels) C.Y.Wu & C.Chen, 1974: Bạch thấu cốt tiêu - Trung Quốc (Cam Túc, Hà Bắc, Hà Nam, Hồ Bắc, Thiểm Tây, Tứ Xuyên).
  - Glechoma biondiana var. angustituba C.Y.Wu & C.Chen, 1974: Bạch thấu cốt tiêu đài hẹp - Hồ Bắc, Tứ Xuyên.
  - Glechoma biondiana var. biondiana: Bạch thấu cốt tiêu (nguyên chủng) - Thiểm Tây.
  - Glechoma biondiana var. glabrescens C.Y.Wu & C.Chen, 1974: Bạch thấu cốt tiêu không lông - Cam Túc, Hà Bắc, Hà Nam, Hồ Bắc, Thiểm Tây.
- Glechoma grandis (A.Gray) Kuprian., 1948: Hoạt huyết đan Nhật Bản - Đài Loan, Nhật Bản, Trung Quốc (Giang Tô).
- Glechoma hederacea L., 1753: Hoạt huyết đan châu Âu, liên tiền thảo, kim tiền bạc hà, hổ giảo hoàng, đại mã đề thảo - Phần lớn châu Âu, phần lớn Nga, Trung Á, Trung Quốc (Tân Cương); du nhập và tự nhiên hóa tại New Zealand và Bắc Mỹ.
- Glechoma hirsuta Waldst. & Kit., 1804 - Đông và đông nam châu Âu.
- Glechoma longituba (Nakai) Kuprian., 1948: Hoạt huyết đan, liên tiền thảo, liên chiền - Việt Nam, bán đảo Triều Tiên, miền đông và miền trung Trung Quốc, Viễn Đông Nga (Amur, Primorye).
- Glechoma sardoa Bég., 1912 - Sardinia.
- Glechoma sinograndis C.Y.Wu, 1959: Hoạt huyết đan hoa lớn - Trung Quốc (Vân Nam).

### Lai ghép
- Glechoma × pannonica Borbás, 1900 = G. hederacea × G. hirsuta - Miền đông Nga, Ukraina, Hungary, các quốc gia vùng Baltic.

## Sinh thái
Các côn trùng tìm thấy trên Glechoma bao gồm loài ong bầu Xylocopa sinensis với kiểu tìm kiếm mật hoa gọi là cướp mật (hút mật hoa bằng cách đục lỗ vào hoa) loài G. longituba.

## Hình ảnh

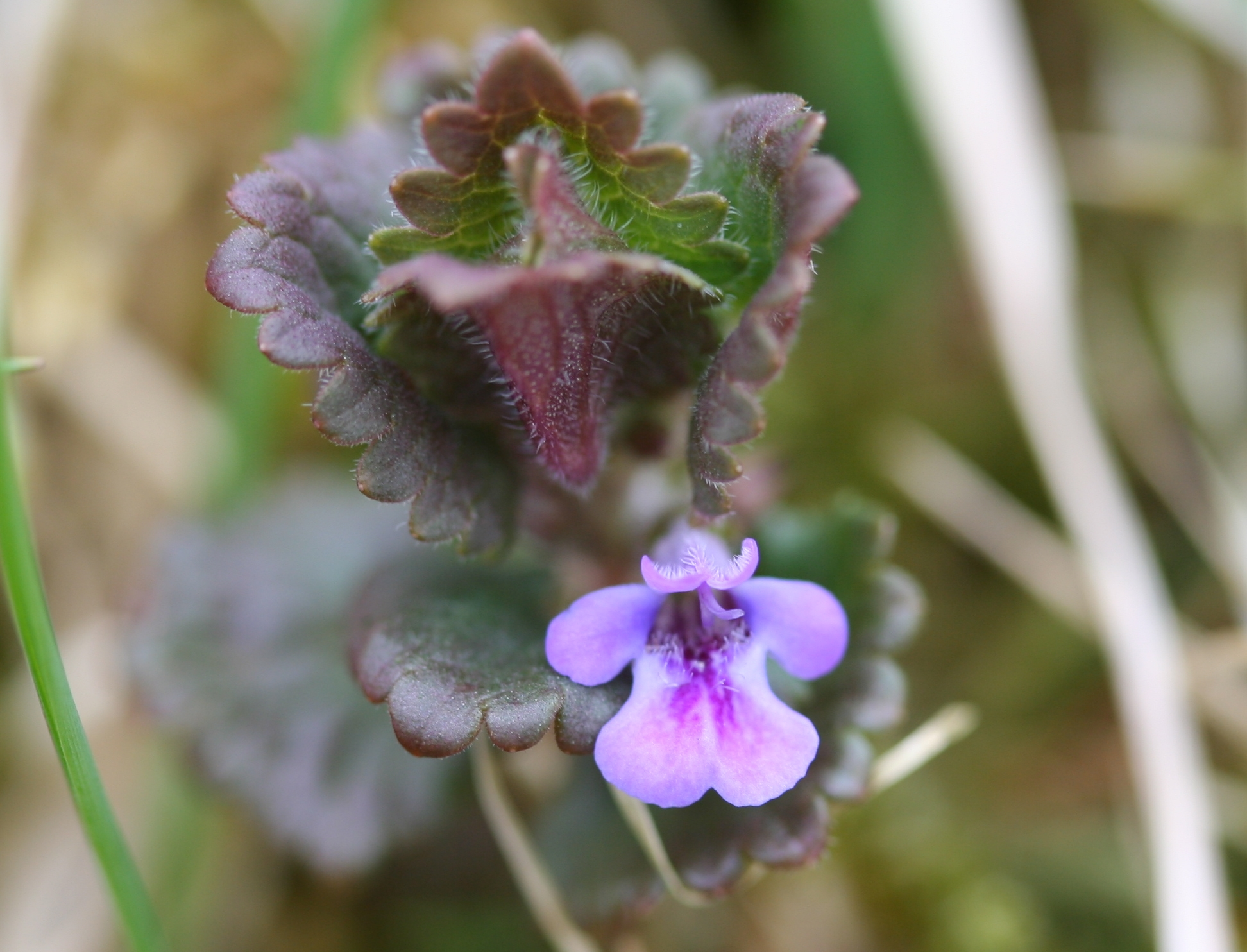
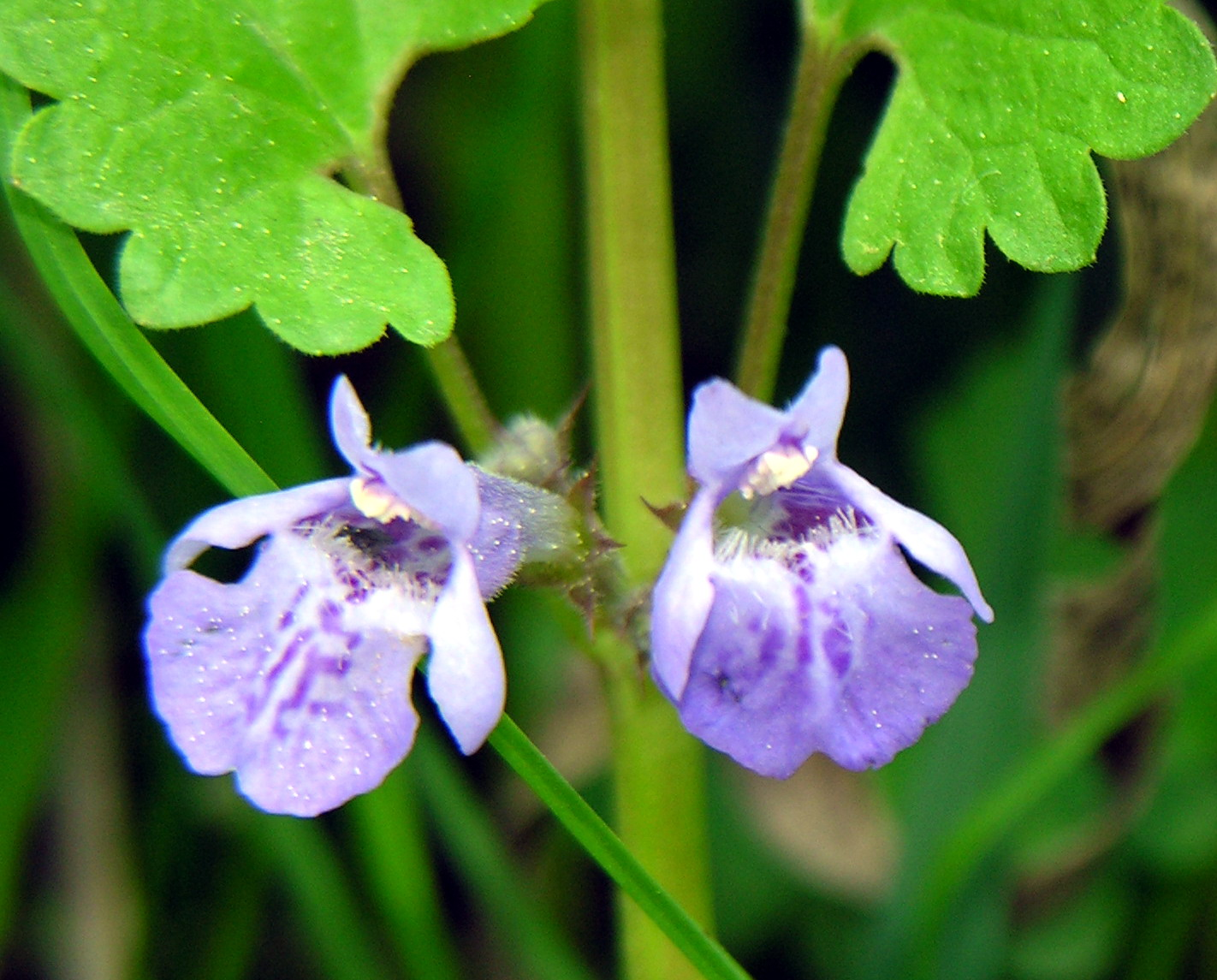
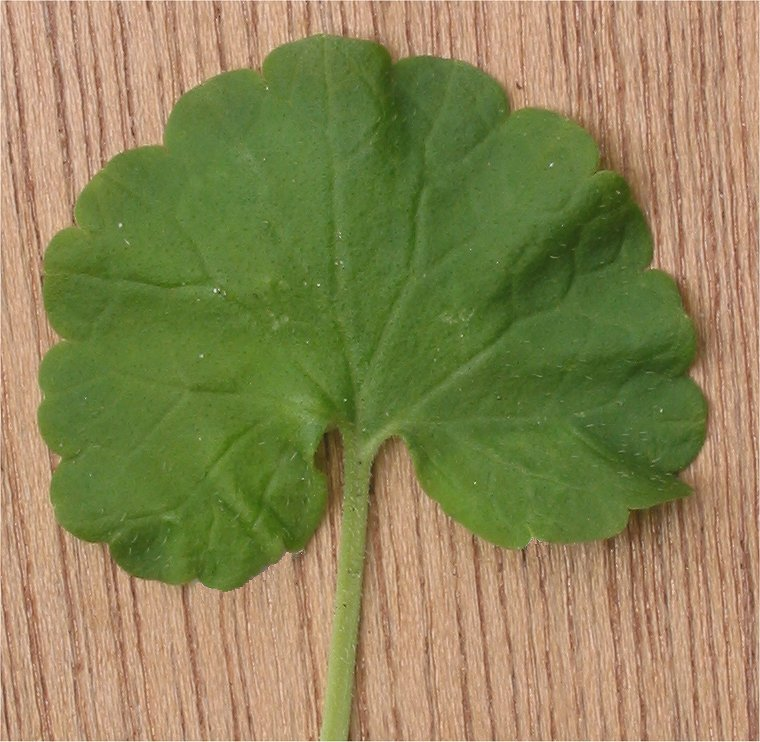
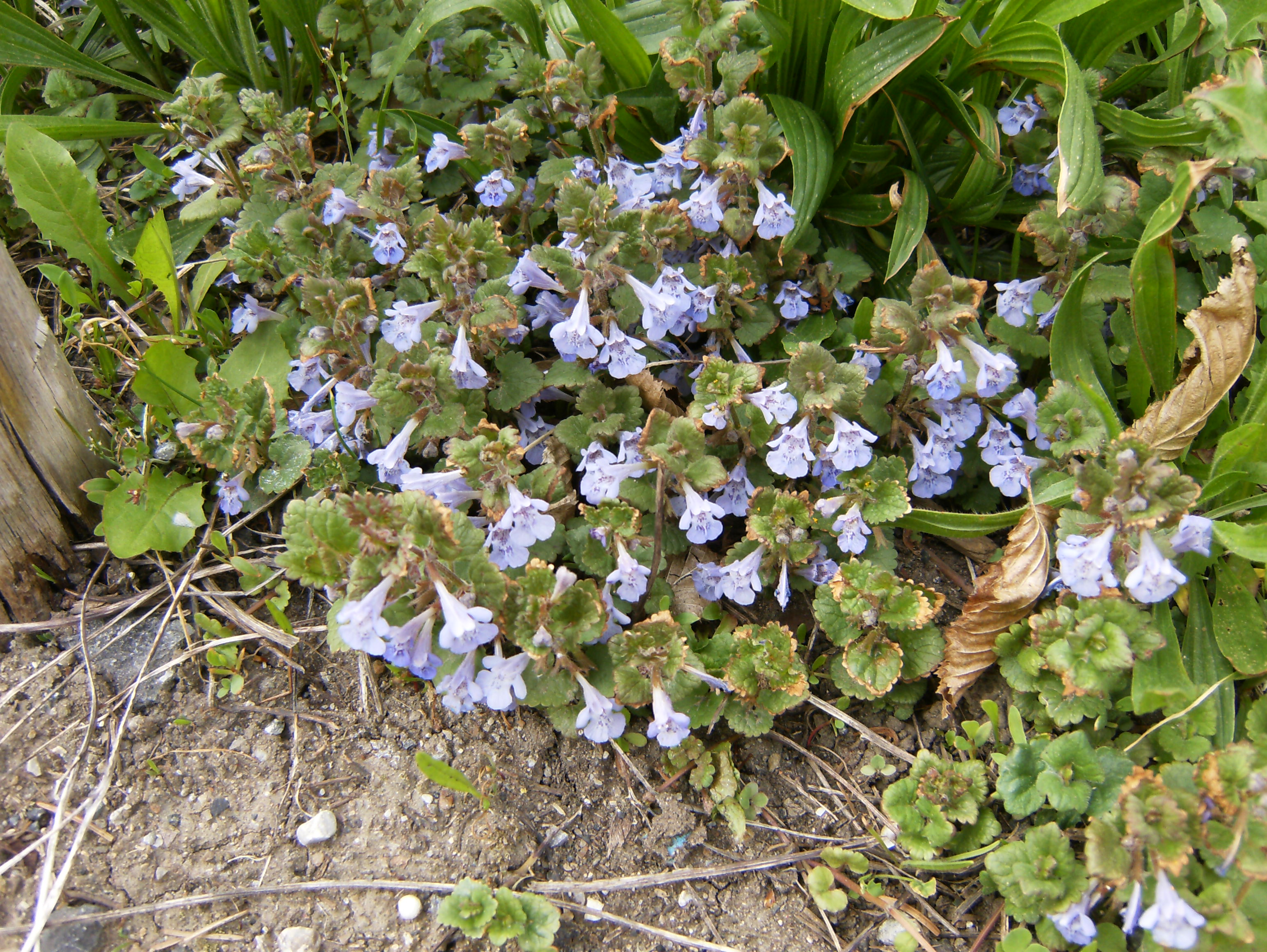